# Erzbergwerk Grund

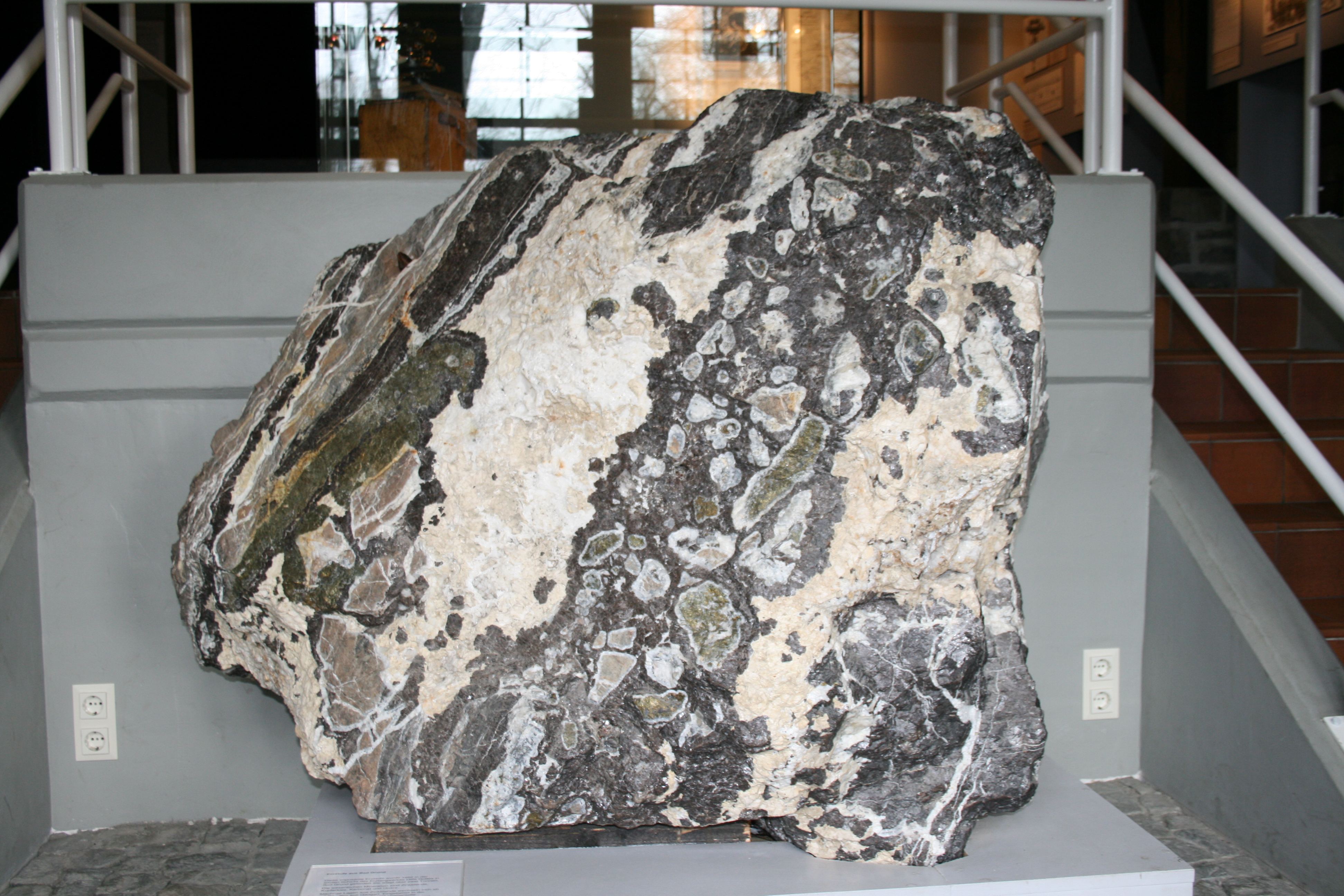
Erzstufe aus dem Erzbergwerk Grund mit Kokardenerz im Oberharzer Bergwerksmuseum

Das Erzbergwerk Grund war ein Blei-Zink-Bergwerk in der Bergstadt Bad Grund (Harz) im Harz (Niedersachsen). Es war das letzte fördernde Erzbergwerk der Bundesrepublik Deutschland.
Das Erzbergwerk Grund ist Bestandteil der Welterbe-Route des UNESCO-Welterbes im Harz.

## Geologie, Lagerstätte, Mineralogie
Die Grubenfelder des Erzbergwerkes Grund lagen auf dem Silbernaaler, Rosenhöfer und Laubhütter Gangzug. Diese Teile des Oberharzer Gangsystems erstreckten sich vom westlichen Harzrand bei Gittelde bis in die Clausthaler Hochebene in ostsüdöstlicher Richtung. Störungen im Gebirge bildeten insgesamt sieben mächtige Erzmittel, die die Grundlage des Bergwerkes waren. Die wichtigsten Erze waren Bleiglanz und Zinkblende mit einem durchschnittlichen Metallgehalt von 10 %. Daraus wurden Blei, Zink, Kupfer und Silber gewonnen. Die Lagerstätte entstand durch Migration von metallhaltigen salinen Fluiden (die aus teilweise verdampftem Meerwasser stammen) im Mesozoikum.

## Grubengebäude
Das Erzbergwerk Grund bestand aus den Feldern der Gruben Hilfe Gottes im Westen und Bergwerkswohlfahrt im Osten. Das Grubengebäude war von Westen nach Osten durch den Westschacht (Teufe 518 m), den Achenbachschacht (Teufe 719 m), den Knesebeckschacht (Teufe 499 m) und den Wiemannsbuchtschacht (Teufe 761 m) aufgeschlossen. An historischen Schächten gab es u. a. noch den Hilfe-Gotteser-Schacht in der Nähe des Achenbachschachtes und den Medingschacht (Teufe 517 m) im Innerstetal. Das Bergwerk wurde im östlichen Teil durch den Tiefen-Georg-Stollen, der im Grundner Tal beginnt und vollständig durch den Ernst-August-Stollen darunter durchörtert. Die Abbaue reichten zuletzt bis zur 21. Sohle in 900 m Tiefe. Die Hauptfördersohle war die 19. Sohle (ca. 700 m unter Tage).

## Geschichte
Das Erzbergwerk Grund entstand 1923 aus der Zusammenlegung der ursprünglich eigenständigen Gruben Hilfe Gottes (Betriebsbeginn 1831) und Bergwerkswohlfahrt (Betriebsbeginn 1819).
Vorgängergruben waren: Hilff Gots im Grund (erste Erwähnung 1564), Silberner Nagel (= Silbernaal, 1570–1633), Haus Braunschweig (1577–1680) und Isaacstanne (1740–1751).
Erster Förderschacht der Grube Bergwerkswohlfahrt (späteres Ostfeld) war der 1829 begonnene (saigere) Medingschacht. Die ursprüngliche Kehrradförderung wich 1902 der ersten elektrischen Fördermaschine im Harz und einem stählernen Strebengerüst. Der Schacht wurde wegen des westwärts wandernden Abbaus 1967 aufgegeben und verfüllt.
Durch eine staatliche Initiative wurde 1831 der am Todtemannberg zum Erliegen gekommene Bergbau durch das Abteufen des Hilfe-Gotteser Schachtes wieder aufgenommen.
1855 wurde der Knesebeckschacht abgeteuft. Er war zunächst als Lichtloch für den Ernst-August-Stollen (Bauzeit 1851 bis 1864) vorgesehen, wurde aber zu Beginn des 20. Jahrhunderts als Fahr- und Materialschacht ausgebaut. Die Fahrung wurde 1974 aufgegeben und er diente danach ausschließlich als Wetterschacht.
Die Königliche Berginspektion Grund wurde 1887 durch Fusion der Inspektionen Silbernaal und Sankt Andreasberg eingerichtet.
Nach seiner Fertigstellung 1907 ersetzte der Achenbachschacht den Hilfe-Gotteser-Schacht als moderner Hauptförderschacht der Grube Hilfe Gottes. Er erhielt eine elektrische Förderung mit Stahlfördergerüst. Ab 1931 wurden sämtliche Erze der Grube nur über diesen Schacht gefördert und zentral durch Flotation (Schaum-Schwimm-Trennung) aufbereitet. Über diesen Schacht fuhren auch die Bergleute zur Arbeit ein.
1923 übernahm die Preussag sämtliche staatlichen Bergwerke im Westharz. Aus den Gruben der Berginspektion Grund wurde das Erzbergwerk Grund.
In den Jahren 1934 und 1950 wurden ganz im Westen noch weitere Erzmittel entdeckt. Die Abbaue im Westfeld der Grube wurde durch den 1933 abgeteuften Westschacht mit frischen Wettern versorgt.
1951 wurde im Ostfeld der Wiemannsbuchtschacht geteuft. Mit einer Gefäßförderung (Skip) wurden die gesamten unter Tage anfallenden Berge von nun an dort zu Tage gefördert. Es entstand im Umfeld die Abraumhalde des Bergwerks.
Von 1970 bis 1973 erfolgten umfangreiche Modernisierungsmaßnahmen zur Erhöhung der Leistung des Bergwerks: Einführung von gleislosen Bohrfahrzeugen für die Sprengarbeit, dieselgetriebene Fahrlader zum Abbautransport des Erzes und der Berge, eine Pendelzugförderung zwischen Ost- und Westfeld mit Großraumförderwagen und die Erhöhung der Aufbereitungskapazität.
1976 erhielt der Achenbachschacht ein neues, modernes Fördergerüst mit Vollwandstreben aus Kastenprofilen, die Fördermaschine wurde modernisiert. Ab 1978 wurde der Abbau mit selbsterhärtendem Versatz geführt. Die Jahresförderung wurde von 260.000 t auf 450.000 t Roherz gesteigert.
Trotz aller Rationalisierungsbemühungen wurde die Förderung am 28. März 1992 wegen des weiteren Verfalls der Metallpreise auf dem Weltmarkt eingestellt. Rund 200 Bergleute verloren ihren Arbeitsplatz. Nach der Betriebseinstellung erfolgten der Rückbau der maschinellen Einrichtungen und der Abtransport der Fahrzeuge aus der Grube. Die Wasserhaltung wurde eingestellt, so dass die Grube heute unterhalb des Niveaus Ernst-August-Stollen voll Wasser gelaufen ist. Mit der Verfüllung des Achenbachschachtes wurde 2002 der letzte Zugang zum Bergwerk verschlossen.
Insgesamt wurden im Erzbergwerk Grund etwa 16 Millionen Tonnen Erz abgebaut und daraus 1 Million t Blei, 700.000 t Zink und 2.500 t Silber gewonnen.
Mit seiner Stilllegung ging der Oberharzer Bergbau nach über 450 Jahren zu Ende.

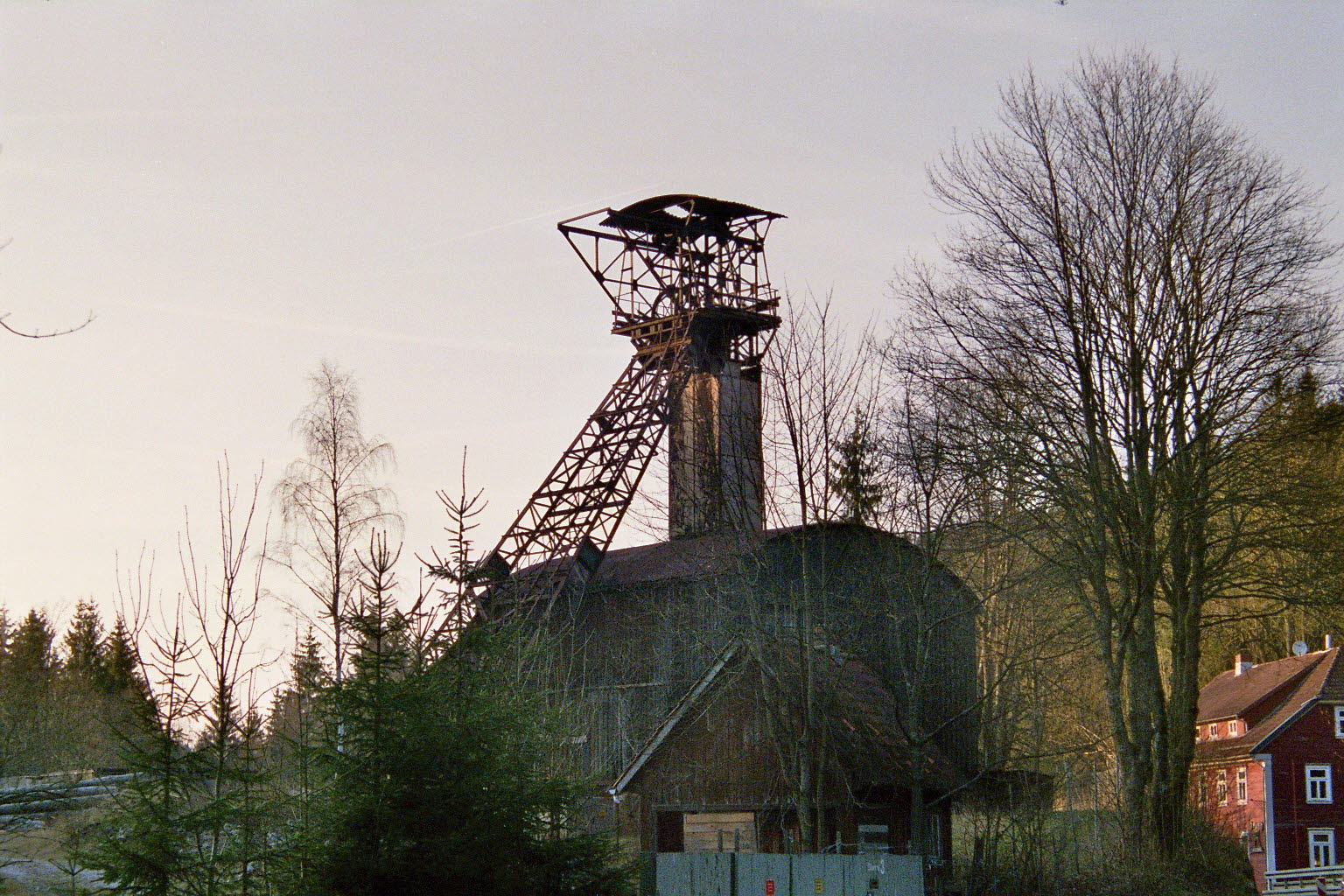
Fördergerüst des Medingschachtes von 1902
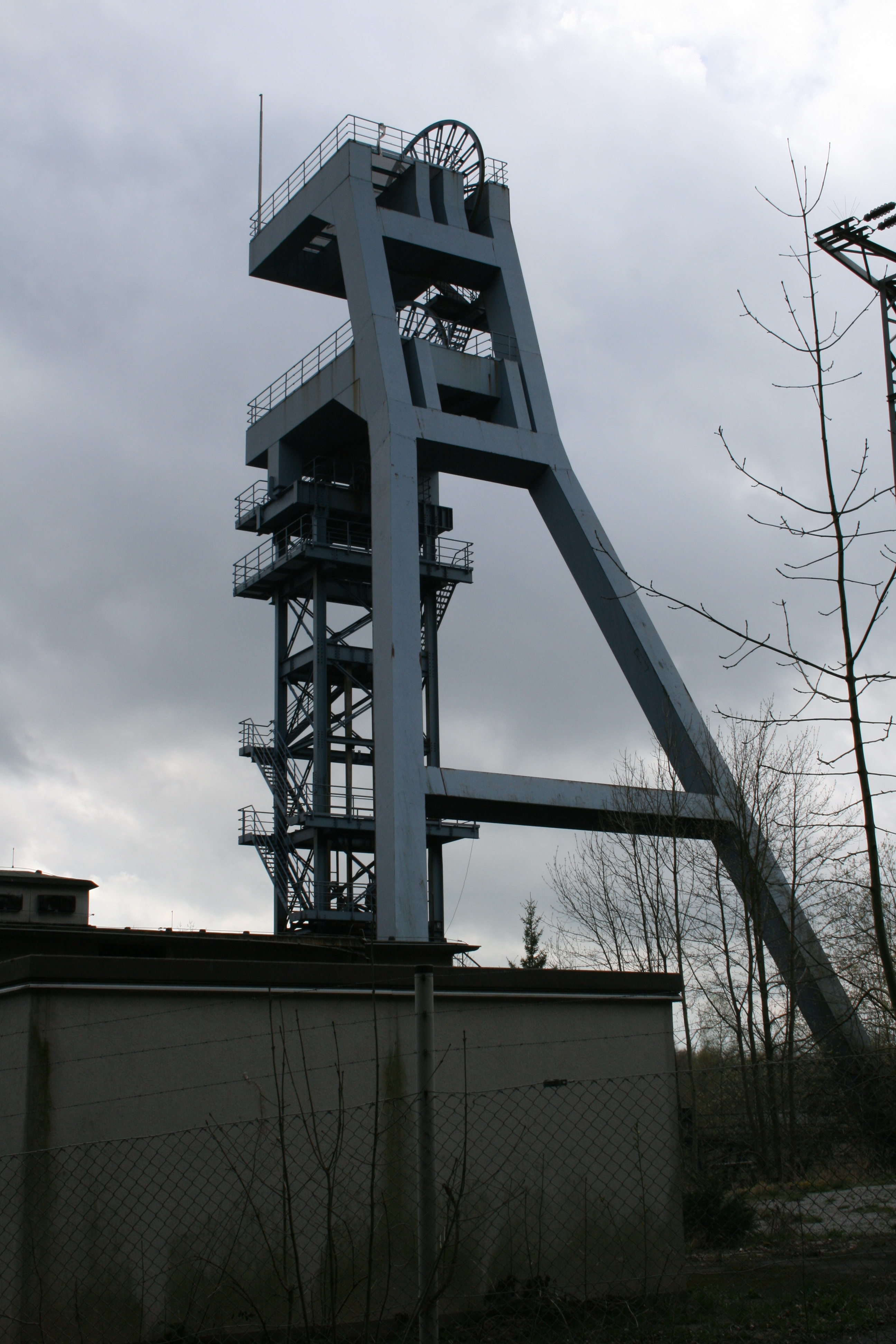
Fördergerüst des Achenbachschachtes (Zustand 2009)
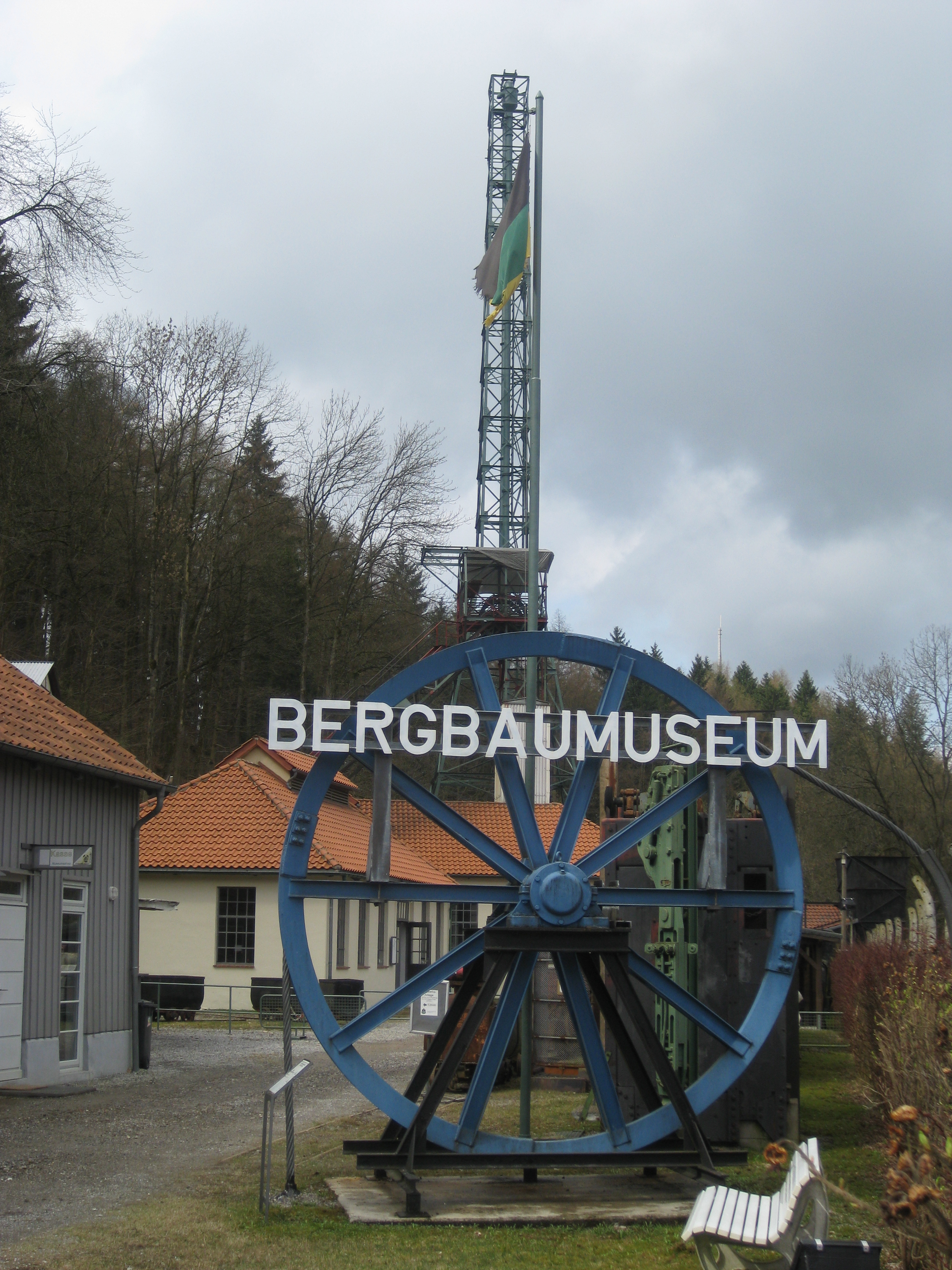
Bergbaumuseum am Knesebeckschacht
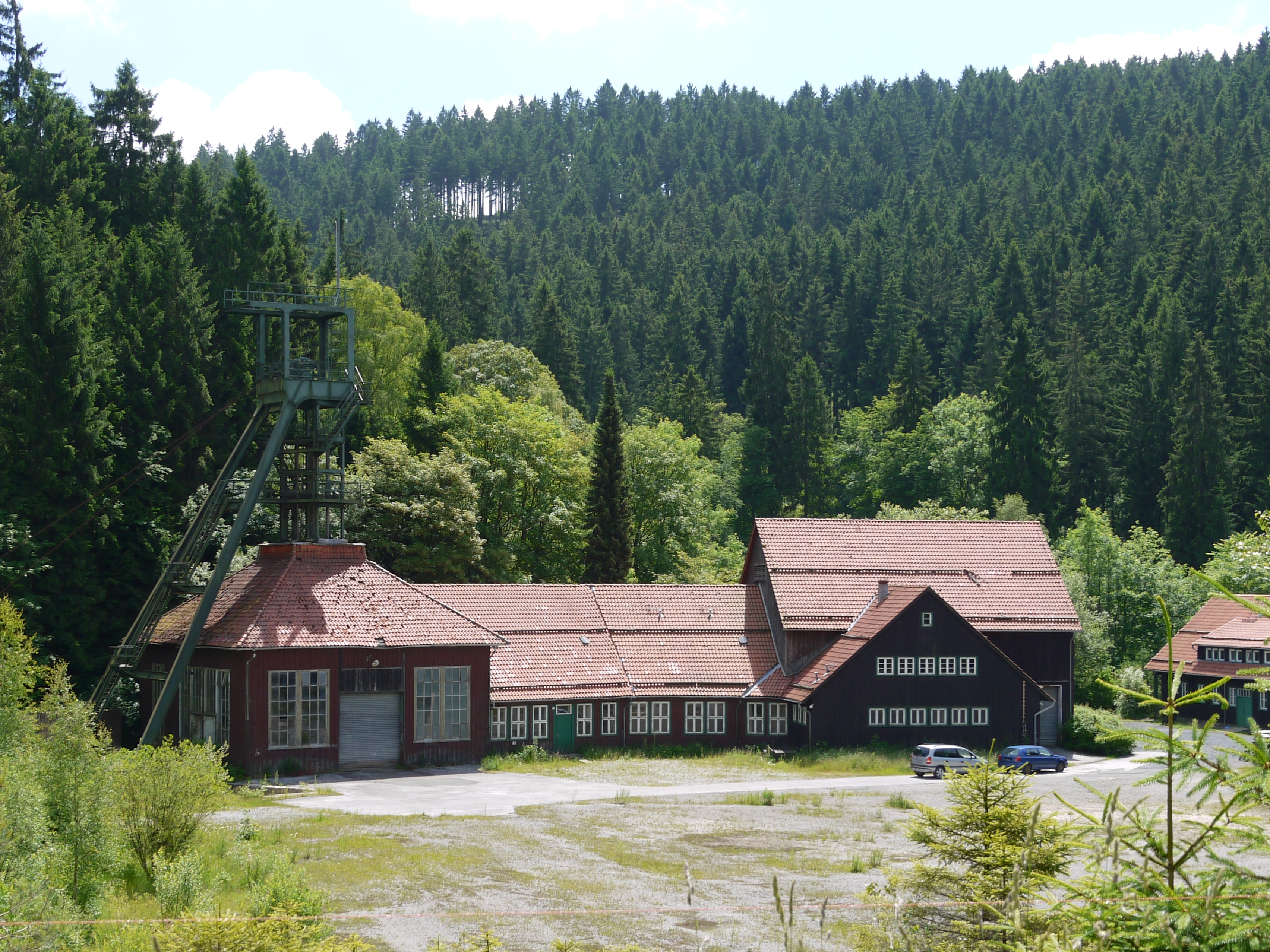
Schachtanlage Wiemannsbucht (Aufnahme 2014)
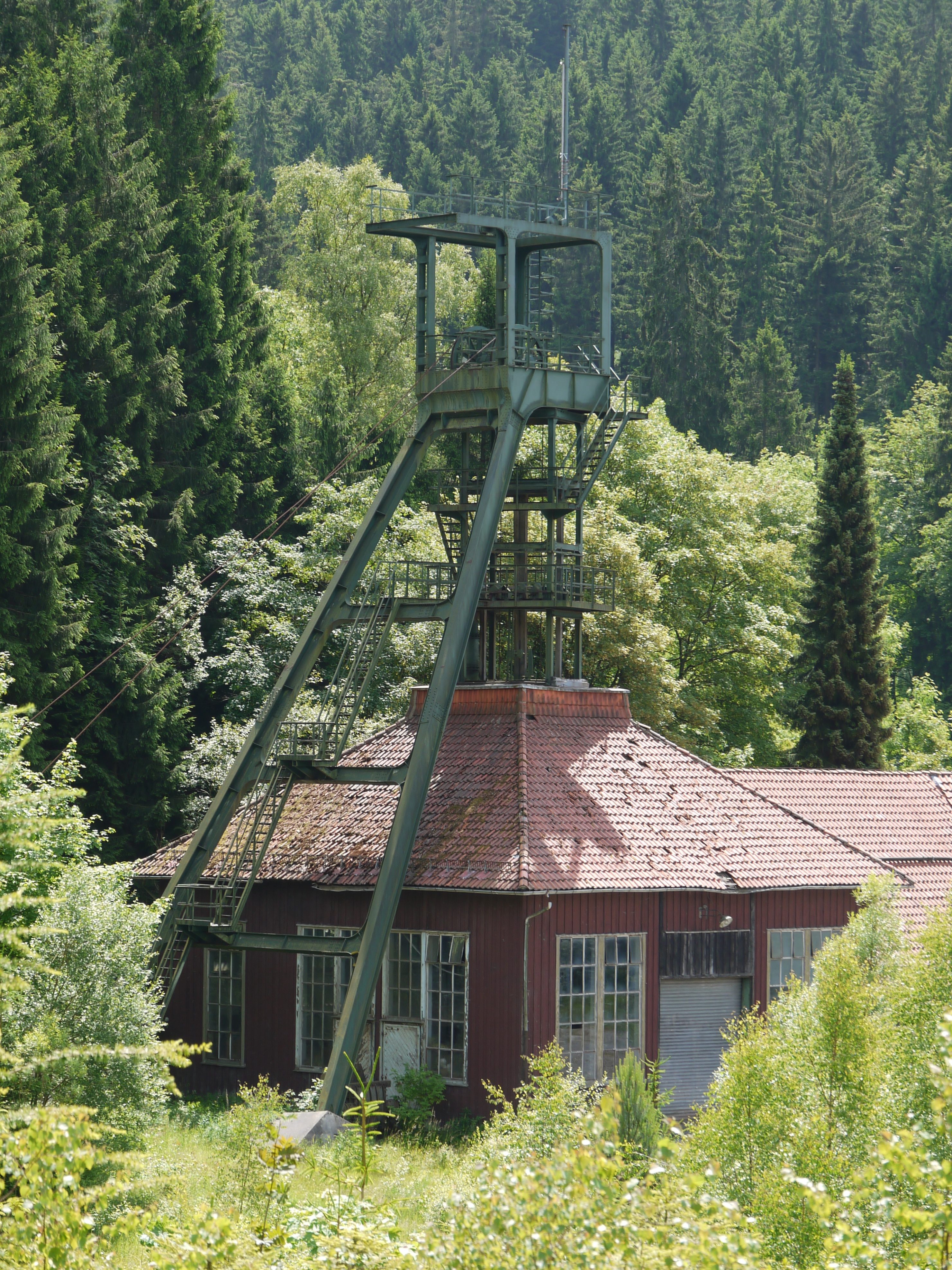
Fördergerüst der Schachtanlage Wiemannsbucht (Aufnahme 2014)

## Technische Denkmäler, Spuren
Die Bebauung der Schachtanlagen Wiemannsbucht (am Ortseingang im Wald liegend), Knesebeck (oberhalb des Ortskerns) und Achenbach (Am Taubenborn) ist bis heute erhalten und die Fördergerüste stehen als Wahrzeichen und in Erinnerung des Bergbaus noch aufrecht.
Am Knesebeckschacht wurde ein Bergbaumuseum eingerichtet: Im Bergbaumuseum „Schachtanlage Knesebeck“, auch Bergbaumuseum Knesebeckschacht oder Bergbaumuseum Bad Grund, können die Baulichkeiten, die Maschinen und technischen Anlagen, Untertagefahrzeuge, ein Teil der Aufschlagrösche und die Radstuben der ursprünglichen Förderung besichtigt werden. Wahrzeichen der Anlage ist der weithin sichtbare, 47 Meter hohe Hydrokompressorenturm.
Im Innerstetal stehen weiterhin noch das Fördergerüst und weitere Betriebsgebäude des Medingschachtes. Die Anlagen sind jedoch in schlechtem Zustand. Die zugehörige elektrische Fördermaschine ist eine der ältesten ihrer Art in Deutschland und wird im Deutschen Bergbaumuseum in Bochum ausgestellt.